# Tropisternus laevis
Tropisternus laevis är en skalbaggsart som först beskrevs av Sturm 1826.  Tropisternus laevis ingår i släktet Tropisternus och familjen palpbaggar. Inga underarter finns listade i Catalogue of Life.